# Alex Sandro (calciatore 1991)
Alex Sandro Lobo Silva, noto semplicemente come Alex Sandro (Catanduva, 26 gennaio 1991), è un calciatore brasiliano, difensore del Flamengo. Con la nazionale brasiliana si è laureato campione del Sud America nel 2019.
Con i club vanta la vittoria di due campionati Paulisti (2010 e 2011) e una Coppa del Brasile (2010) con il Santos, due campionati portoghesi (2012 e 2013) e tre Supercoppe portoghesi (2011, 2012 e 2013) con il Porto, cinque campionati italiani (dal 2016 al 2020), cinque Coppe Italia (dal 2016 al 2018, 2021 e 2024) e due Supercoppe italiane (2018 e 2020) con la Juventus – club quest'ultimo di cui è, in coabitazione con Pavel Nedvěd, il calciatore d'origine non italiana ad averne vestito più volte la maglia (327) –, e una Coppa del Brasile (2024) e una Supercoppa del Brasile (2025) con il Flamengo.
In ambito internazionale ha conquistato una Coppa Libertadores nel 2011 con il Santos; ha inoltre disputato una finale di UEFA Champions League nel 2017 con la Juventus.
Con la nazionale olimpica ha conquistato l'argento nel torneo di Londra 2012, mentre con la nazionale under 20 è stato campione del mondo e d'America nel 2011.

## Caratteristiche tecniche
È un terzino sinistro. Può essere usato come esterno sinistro oppure come ala, grazie alle sue capacità di saltare l'uomo e di effettuare cross dalla fascia; difensivamente è specializzato nel tackle per recuperare il pallone. Nel corso della sua prima stagione alla Juventus ha migliorato la fase difensiva, riuscendo a distinguersi spesso per efficaci chiusure in diagonale.

## Carriera

### Club

#### Athletico Paranaense
Alex Sandro inizia la sua carriera da calciatore nel 2006, quando viene acquistato dall'Athl. Paranaense dove, in due stagioni, si alterna giocando sia con la prima squadra sia con la formazione primavera. Debutta ufficialmente da calciatore professionista il 25 luglio 2009 in occasione del match di campionato giocato con l'Avaí. Rimedia la sua prima ammonizione in carriera il 29 agosto, durante la partita di campionato con il Náutico. All'incirca a due mesi più tardi risale la prima espulsione da calciatore professionista, ottenuta nel corso della partita giocata con il Coritiba.

#### Santos
Dopo tre anni conclude la sua avventura con il club di Curitiba e viene ceduto, in cambio dell'equivalente di 2,2 milioni di euro, al Deportivo Maldonado, in Uruguay, che però lo gira immediatamente in prestito biennale al Santos. Debutta con i bianconeri in campionato l'8 maggio 2010, in occasione della partita con il Botafogo dove viene anche espulso per somma di ammonizioni. Il 25 settembre realizza la prima rete in campionato con il Peixe, durante il match giocato con il Cruzeiro. In due stagioni colleziona, con la maglia dei bianconeri, 38 partite giocate e 2 reti segnate.

#### Porto
Il 23 luglio 2011 i lusitani del Porto, dopo aver comprato il suo compagno in nazionale under 20 Danilo, acquistano il calciatore per 9,6 milioni di euro, facendogli firmare un contratto di durata quinquennale con una clausola rescissoria di 50 milioni di euro. Debutta con i Dragões il 19 febbraio 2012, in occasione della partita con il Vitória Setúbal vinta per 3 a 1 dai biancoblu. Il 16 marzo realizza la sua prima rete con il Porto nel match di campionato giocato con il Nacional de Madeira e, in quell'occasione, rimedia anche la sua prima ammonizione con il suo nuovo club.
Complessivamente in quattro anni con il Porto, ha messo insieme 137 presenze e 3 gol.

#### Juventus
Il 20 agosto 2015 viene ceduto per 26 milioni di euro al club italiano della Juventus. Il 12 settembre seguente fa il suo esordio in bianconero, nel pareggio per 1-1 contro il Chievo allo Juventus Stadium. Decisivo risulta il suo assist a Paulo Dybala nella classica contro il Milan del 21 novembre, vinta dai torinesi per 1-0. Il 17 gennaio 2016 mette a segno il suo primo gol in maglia juventina, quello del definitivo 4-0 sul campo dell'Udinese. Il 25 aprile vince il suo primo Scudetto (il quinto consecutivo per la Juventus) con tre giornate d'anticipo, grazie alla sconfitta del Napoli sul campo della Roma, mentre l'8 maggio arriva la sua prima espulsione in Serie A in occasione del match in casa del Verona (vittoria dei veneti per 2-1). Il 21 maggio conquista con i bianconeri anche la sua prima Coppa Italia (la seconda consecutiva per la Juventus) in finale contro il Milan (vittoria dei torinesi per 1-0 ai tempi supplementari). In questa sua prima annata in Italia si contende la maglia da titolare con il francese Evra, rivelandosi comunque come una delle maggiori sorprese della stagione bianconera.

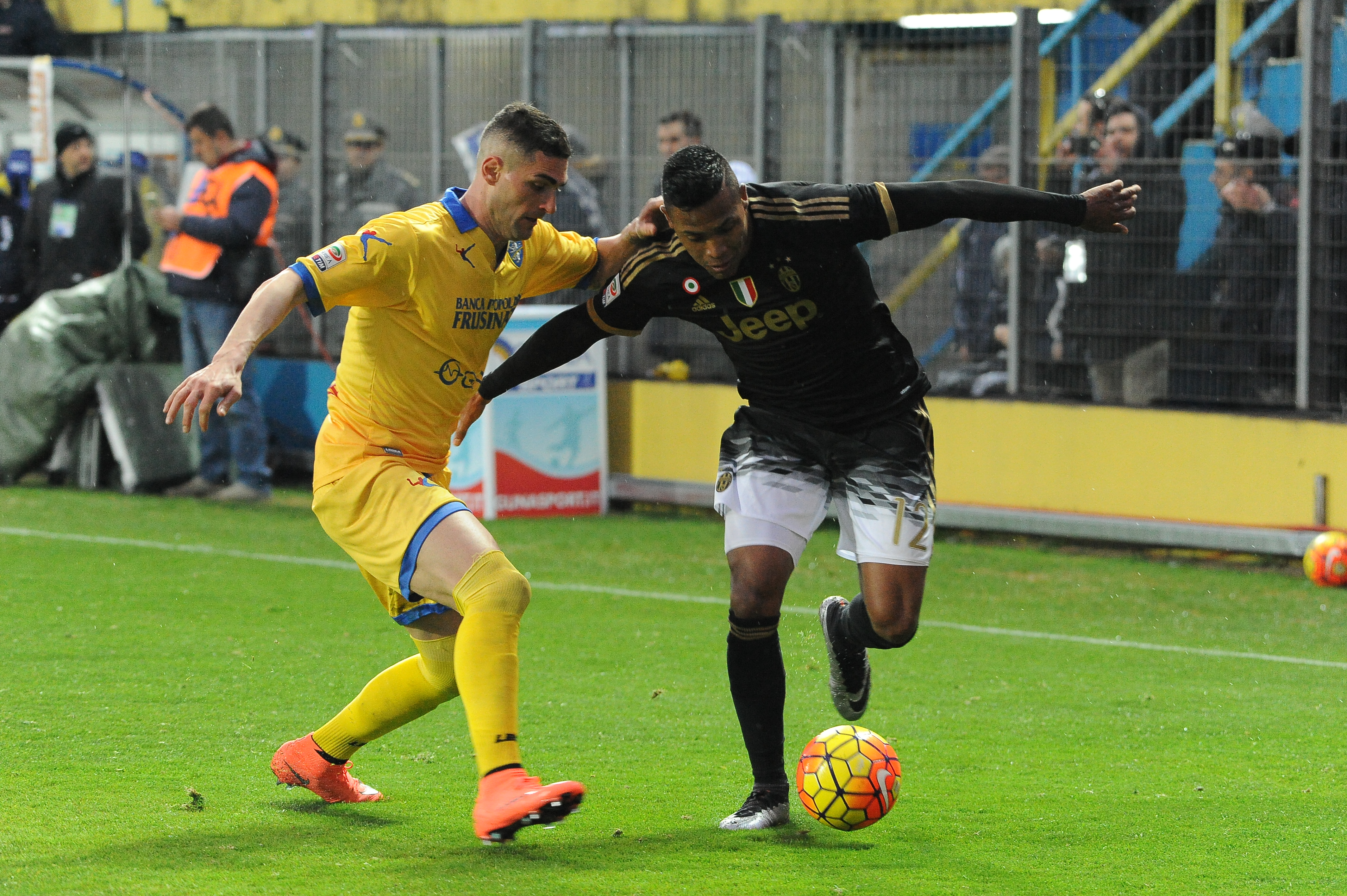
Alex Sandro (a destra) in maglia juventina nel campionato 2015-2016

Nella stagione seguente conquista definitivamente il posto da titolare, ripetendo le ottime prestazioni dell'anno precedente. Il 17 maggio 2017 conquista la seconda Coppa Italia con la maglia della Juventus, battendo in finale la Lazio per 2-0: suoi sono i due assist che porteranno al gol Dani Alves prima e Bonucci poi. Il 21 maggio, in occasione della vittoria casalinga per 3-0 contro il Crotone (match in cui il brasiliano firma la terza rete bianconera), conquista il suo secondo Scudetto consecutivo (il sesto per la Juventus). Il 3 giugno, invece, gioca da titolare la sua prima finale di Champions League, a Cardiff contro il Real Madrid, che vede la compagine torinese sconfitta per 4-1 dagli spagnoli.
Il 18 febbraio 2018 decide il derby di Torino, vinto 1-0 con un suo gol. Al termine della stagione vince il terzo scudetto e la terza coppa Italia con i bianconeri. Nella stagione 2018-19 vince il suo quarto titolo italiano consecutivo segnando il suo primo gol stagionale nella partita scudetto con la Fiorentina del 20 aprile 2019, vinta per 2-1.
Nella stagione 2019-2020 è decisivo nella trasferta in casa del Sassuolo, il 15 luglio 2020, siglando il gol del definitivo 3-3, ed undici giorni dopo conquista il suo quinto scudetto consecutivo.
Nell'annata 2020-2021 realizza la sua prima doppietta in Serie A, il 21 aprile 2021, nel successo per 3-1 contro il Parma. Il 28 febbraio 2023, in occasione del derby casalingo vinto 4-2 sul Torino, il difensore raggiunge le 300 presenze in maglia juventina; nel corso dello stesso anno si assesta sul podio degli stranieri con più gare giocate in maglia bianconera. Migliora ulteriormente il proprio status nella storia juventina durante la stagione 2023-2024, dapprima in febbraio quando sale al secondo posto assoluto, superando David Trezeguet, e poi il 25 maggio 2024, nell'ultima gara giocata in maglia bianconera, quando appaia Pavel Nedvěd come primatista straniero per presenze, a quota 327 apparizioni. Al termine della stessa annata, lascia il club torinese, dopo nove anni e 12 trofei.

#### Flamengo
Il 26 agosto 2024 fa ritorno in Brasile, accordandosi da svincolato con il Flamengo. Debutta con la squadra carioca il 15 settembre dello stesso anno, nel pareggio per 1-1 contro il Vasco da Gama; il successivo 2 ottobre  segna il suo primo gol in maglia Rubro-Negra, nella vittoria per 1-0 contro il Corinthians al Maracanã, nell'andata della semifinale di Coppa del Brasile.

### Nazionale

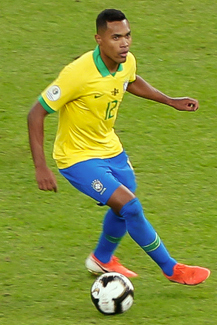
Alex Sandro in azione per la nazionale brasiliana nella Copa América 2019

Nel 2011 viene convocato nell'under 20 brasiliana per prendere parte sia al campionato sudamericano sia al mondiale di categoria; la nazionale verdeoro si aggiudicherà la vittoria finale in entrambi i tornei.
Il 10 novembre 2011 fa il suo esordio con la nazionale maggiore in una gara amichevole contro il Gabon, terminata con il risultato di 0 a 2 per i verdeoro.
Il 6 luglio 2012 viene convocato per disputare le XXX Olimpiadi che si svolgeranno a Londra e in altre città del Regno Unito. Debutta con la Nazionale olimpica il 1º agosto, in occasione del match giocato al St James' Park di Newcastle contro i pari età della Nuova Zelanda. La nazionale brasiliana concluderà il torneo qualificandosi al secondo posto, dietro la nazionale messicana campione perdendo l'11 agosto nella finale di Wembley per 2-1. In questa gara viene sostituito dopo 32 minuti dall'attaccante Hulk: nell'intero torneo gioca un totale di 198'.
Dopo un periodo di assenza, le buone prestazioni con la Juventus gli consentono di tornare nel giro della nazionale brasiliana, di cui torna a vestire la maglia il 13 giugno 2017 in un'amichevole vinta 4-0 contro l'Australia.
Dopo essere stato escluso dai convocati per il Mondiale 2018, il 12 ottobre dello stesso anno realizza la sua prima rete in Nazionale nell'amichevole vinta 2-0 contro l'Arabia Saudita. L'anno successivo partecipa alla Copa América organizzata proprio in Brasile. Dopo aver giocato una sola partita nella fase a gironi (contro il Perù), conquista la titolarità dai quarti di finale con i verdeoro, fino alla partita finale vinta per 3-1 dalla Seleção, contro il Perù.
Nel novembre del 2022, viene incluso dal CT Tite nella rosa brasiliana partecipante ai Mondiali di calcio in Qatar, manifestazione in cui scende in campo in tre occasioni.

## Statistiche

### Presenze e reti nei club
Statistiche aggiornate al 1º giugno 2025.
| Stagione           | Squadra            | Campionato         | Campionato | Campionato | Coppe nazionali | Coppe nazionali | Coppe nazionali | Coppe continentali | Coppe continentali | Coppe continentali | Altre coppe | Altre coppe | Altre coppe | Totale | Totale | Totale |
| Stagione           | Squadra            | Comp               | Pres       | Reti       | Comp            | Pres            | Reti            | Comp               | Pres               | Reti               | Comp        | Pres        | Reti        | Pres   | Reti   |        |
| ------------------ | ------------------ | ------------------ | ---------- | ---------- | --------------- | --------------- | --------------- | ------------------ | ------------------ | ------------------ | ----------- | ----------- | ----------- | ------ | ------ | ------ |
| 2008               | Athl. Paranaense   | A1/PR+A            | ?+1        | ?+0        | CB              | ?               | ?               | CS                 | -                  | -                  | -           | -           | -           | 1+     | 0+     |        |
| 2009               | Athl. Paranaense   | A1/PR+A            | ?+16       | ?+0        | CB              | ?               | ?               | -                  | -                  | -                  | -           | -           | -           | 16+    | 0+     |        |
| Totale Atlético-PR | Totale Atlético-PR | Totale Atlético-PR | ?+17       | ?+0        |                 | ?               | ?               |                    | -                  | -                  |             | -           | -           | 17+    | 0+     |        |
| 2010               | Santos             | A1/SP+A            | 1+24       | 1+1        | CB              | 4               | 1               | CS                 | 0                  | 0                  | -           | -           | -           | 29     | 3      |        |
| 2011               | Santos             | A1/SP+A            | 7+6        | 0          | -               | -               | -               | CL                 | 11                 | 0                  | Cmc         | -           | -           | 24     | 0      |        |
| Totale Santos      | Totale Santos      | Totale Santos      | 8+30       | 1+1        |                 | 4               | 1               |                    | 11                 | 0                  |             | 0           | 0           | 53     | 3      |        |
| 2011-2012          | Porto              | PL                 | 7          | 1          | CP+CdL          | 1+3             | 0               | UCL+UEL            | 0+1                | 0                  | -           | -           | -           | 12     | 1      |        |
| 2012-2013          | Porto              | PL                 | 25         | 1          | CP+CdL          | 0+5             | 0               | UCL                | 6                  | 0                  | SP          | 0           | 0           | 36     | 1      |        |
| 2013-2014          | Porto              | PL                 | 26         | 0          | CP+CdL          | 6+4             | 0               | UCL+UEL            | 6+5                | 0                  | SP          | 1           | 0           | 48     | 0      |        |
| 2014-2015          | Porto              | PL                 | 28         | 1          | CP+CdL          | 0+1             | 0               | UCL                | 11                 | 0                  | -           | -           | -           | 40     | 1      |        |
| ago. 2015          | Porto              | PL                 | 1          | 0          | CP+CdL          | 0+0             | 0               | UCL                | 0                  | 0                  | -           | -           | -           | 1      | 0      |        |
| Totale Porto       | Totale Porto       | Totale Porto       | 87         | 3          |                 | 20              | 0               |                    | 29                 | 0                  |             | 1           | 0           | 137    | 3      |        |
| ago. 2015-2016     | Juventus           | A                  | 22         | 2          | CI              | 5               | 0               | UCL                | 5                  | 0                  | SI          | 0           | 0           | 32     | 2      |        |
| 2016-2017          | Juventus           | A                  | 27         | 3          | CI              | 4               | 0               | UCL                | 11                 | 0                  | SI          | 1           | 0           | 43     | 3      |        |
| 2017-2018          | Juventus           | A                  | 26         | 4          | CI              | 2               | 0               | UCL                | 10                 | 0                  | SI          | 1           | 0           | 39     | 4      |        |
| 2018-2019          | Juventus           | A                  | 31         | 1          | CI              | 2               | 0               | UCL                | 9                  | 0                  | SI          | 1           | 0           | 43     | 1      |        |
| 2019-2020          | Juventus           | A                  | 29         | 1          | CI              | 5               | 0               | UCL                | 6                  | 0                  | SI          | 1           | 0           | 41     | 1      |        |
| 2020-2021          | Juventus           | A                  | 26         | 2          | CI              | 3               | 0               | UCL                | 5                  | 0                  | SI          | 0           | 0           | 34     | 2      |        |
| 2021-2022          | Juventus           | A                  | 28         | 0          | CI              | 4               | 1               | UCL                | 7                  | 1                  | SI          | 1           | 0           | 40     | 2      |        |
| 2022-2023          | Juventus           | A                  | 25         | 0          | CI              | 3               | 0               | UCL+UEL            | 4+5                | 0                  | -           | -           | -           | 37     | 0      |        |
| 2023-2024          | Juventus           | A                  | 16         | 1          | CI              | 2               | 0               | -                  | -                  | -                  | -           | -           | -           | 18     | 1      |        |
| Totale Juventus    | Totale Juventus    | Totale Juventus    | 230        | 14         |                 | 30              | 1               |                    | 62                 | 1                  |             | 5           | 0           | 327    | 16     |        |
| ago.-dic. 2024     | Flamengo           | A/RJ+A             | 0+8        | 0          | CB              | 4               | 1               | CL                 | 2                  | 0                  | -           | -           | -           | 14     | 1      |        |
| 2025               | Flamengo           | A/RJ+A             | 5+9        | 0          | CB              | 0               | 0               | CL                 | 4                  | 0                  | SdB+Cmc     | 1+0         | 0           | 19     | 0      |        |
| Totale Flamengo    | Totale Flamengo    | Totale Flamengo    | 5+17       | 0          |                 | 4               | 1               |                    | 6                  | 0                  |             | 1           | 0           | 33     | 1      |        |
| Totale carriera    | Totale carriera    | Totale carriera    | 402+       | 19+        |                 | 62+             | 4+              |                    | 110                | 1                  |             | 7           | 0           | 581+   | 24+    |        |

### Cronologia presenze e reti in nazionale
| Cronologia completa delle presenze e delle reti in nazionale ― Brasile | Cronologia completa delle presenze e delle reti in nazionale ― Brasile | Cronologia completa delle presenze e delle reti in nazionale ― Brasile | Cronologia completa delle presenze e delle reti in nazionale ― Brasile | Cronologia completa delle presenze e delle reti in nazionale ― Brasile | Cronologia completa delle presenze e delle reti in nazionale ― Brasile | Cronologia completa delle presenze e delle reti in nazionale ― Brasile | Cronologia completa delle presenze e delle reti in nazionale ― Brasile |
| Data                                                                   | Città                                                                  | In casa                                                                | Risultato                                                              | Ospiti                                                                 | Competizione                                                           | Reti                                                                   | Note                                                                   |
| ---------------------------------------------------------------------- | ---------------------------------------------------------------------- | ---------------------------------------------------------------------- | ---------------------------------------------------------------------- | ---------------------------------------------------------------------- | ---------------------------------------------------------------------- | ---------------------------------------------------------------------- | ---------------------------------------------------------------------- |
| 10-11-2011                                                             | Libreville                                                             | Gabon                                                                  | 0 – 2                                                                  | Brasile                                                                | Amichevole                                                             | -                                                                      | 46’                                                                    |
| 14-11-2011                                                             | Umm al-Fahm                                                            | Egitto                                                                 | 0 – 2                                                                  | Brasile                                                                | Amichevole                                                             | -                                                                      |                                                                        |
| 26-5-2012                                                              | Amburgo                                                                | Brasile                                                                | 3 – 1                                                                  | Danimarca                                                              | Amichevole                                                             | -                                                                      | 68’                                                                    |
| 30-5-2012                                                              | East Rutherford                                                        | Stati Uniti                                                            | 1 – 4                                                                  | Brasile                                                                | Amichevole                                                             | -                                                                      | 89’                                                                    |
| 15-8-2012                                                              | Solna                                                                  | Svezia                                                                 | 0 – 3                                                                  | Brasile                                                                | Amichevole                                                             | -                                                                      |                                                                        |
| 7-9-2012                                                               | San Paolo                                                              | Brasile                                                                | 1 – 0                                                                  | Sudafrica                                                              | Amichevole                                                             | -                                                                      | 59’                                                                    |
| 13-6-2017                                                              | Melbourne                                                              | Australia                                                              | 0 – 4                                                                  | Brasile                                                                | Amichevole                                                             | -                                                                      |                                                                        |
| 5-10-2017                                                              | La Paz                                                                 | Bolivia                                                                | 0 – 0                                                                  | Brasile                                                                | Qual. Mondiali 2018                                                    | -                                                                      |                                                                        |
| 10-10-2017                                                             | San Paolo                                                              | Brasile                                                                | 3 – 0                                                                  | Cile                                                                   | Qual. Mondiali 2018                                                    | -                                                                      |                                                                        |
| 10-11-2017                                                             | Lilla                                                                  | Giappone                                                               | 1 – 3                                                                  | Brasile                                                                | Amichevole                                                             | -                                                                      | 59’                                                                    |
| 12-9-2018                                                              | Landover                                                               | Brasile                                                                | 5 – 0                                                                  | El Salvador                                                            | Amichevole                                                             | -                                                                      |                                                                        |
| 12-10-2018                                                             | Riad                                                                   | Arabia Saudita                                                         | 0 – 2                                                                  | Brasile                                                                | Amichevole                                                             | 1                                                                      |                                                                        |
| 20-11-2018                                                             | Milton Keynes                                                          | Brasile                                                                | 1 – 0                                                                  | Camerun                                                                | Amichevole                                                             | -                                                                      |                                                                        |
| 26-3-2019                                                              | Praga                                                                  | Rep. Ceca                                                              | 1 – 3                                                                  | Brasile                                                                | Amichevole                                                             | -                                                                      |                                                                        |
| 6-6-2019                                                               | Brasilia                                                               | Brasile                                                                | 2 – 0                                                                  | Qatar                                                                  | Amichevole                                                             | -                                                                      | 72’                                                                    |
| 22-6-2019                                                              | San Paolo                                                              | Perù                                                                   | 0 – 5                                                                  | Brasile                                                                | Coppa America 2019 - 1º turno                                          | -                                                                      | 57’                                                                    |
| 27-6-2019                                                              | Porto Alegre                                                           | Brasile                                                                | 0 – 0 (4 – 3 dtr)                                                      | Paraguay                                                               | Coppa America 2019 - Quarti di finale                                  | -                                                                      | 46’                                                                    |
| 2-7-2019                                                               | Belo Horizonte                                                         | Brasile                                                                | 2 – 0                                                                  | Argentina                                                              | Coppa America 2019 - Semifinale                                        | -                                                                      |                                                                        |
| 7-7-2019                                                               | Rio de Janeiro                                                         | Brasile                                                                | 3 – 1                                                                  | Perù                                                                   | Coppa America 2019 - Finale                                            | -                                                                      |                                                                        |
| 7-9-2019                                                               | Miami Gardens                                                          | Brasile                                                                | 2 – 2                                                                  | Colombia                                                               | Amichevole                                                             | -                                                                      |                                                                        |
| 10-9-2019                                                              | Los Angeles                                                            | Brasile                                                                | 0 – 1                                                                  | Perù                                                                   | Amichevole                                                             | -                                                                      | 52’                                                                    |
| 10-10-2019                                                             | Singapore                                                              | Brasile                                                                | 1 – 1                                                                  | Senegal                                                                | Amichevole                                                             | -                                                                      | 71’ 79’                                                                |
| 15-11-2019                                                             | Riyad                                                                  | Brasile                                                                | 0 – 1                                                                  | Argentina                                                              | Amichevole                                                             | -                                                                      | 64’                                                                    |
| 3-6-2021                                                               | Porto Alegre                                                           | Brasile                                                                | 2 – 0                                                                  | Ecuador                                                                | Qual. Mondiali 2022                                                    | -                                                                      |                                                                        |
| 8-6-2021                                                               | Asunción                                                               | Paraguay                                                               | 0 – 2                                                                  | Brasile                                                                | Qual. Mondiali 2022                                                    | -                                                                      |                                                                        |
| 13-6-2021                                                              | Brasilia                                                               | Brasile                                                                | 3 – 0                                                                  | Venezuela                                                              | Coppa America 2021 - 1º turno                                          | -                                                                      | 46’                                                                    |
| 17-6-2021                                                              | Rio de Janeiro                                                         | Brasile                                                                | 4 – 0                                                                  | Perù                                                                   | Coppa America 2021 - 1º turno                                          | 1                                                                      |                                                                        |
| 23-6-2021                                                              | Rio de Janeiro                                                         | Brasile                                                                | 2 – 1                                                                  | Colombia                                                               | Coppa America 2021 - 1º turno                                          | -                                                                      | 14’ 62’                                                                |
| 2-9-2021                                                               | Santiago del Cile                                                      | Cile                                                                   | 0 – 1                                                                  | Brasile                                                                | Qual. Mondiali 2022                                                    | -                                                                      |                                                                        |
| 9-9-2021                                                               | Recife                                                                 | Brasile                                                                | 2 – 0                                                                  | Perù                                                                   | Qual. Mondiali 2022                                                    | -                                                                      |                                                                        |
| 7-10-2021                                                              | Caracas                                                                | Venezuela                                                              | 1 – 3                                                                  | Brasile                                                                | Qual. Mondiali 2022                                                    | -                                                                      | 90+1’                                                                  |
| 10-10-2021                                                             | Barranquilla                                                           | Colombia                                                               | 0 – 0                                                                  | Brasile                                                                | Qual. Mondiali 2022                                                    | -                                                                      |                                                                        |
| 14-10-2021                                                             | Manaus                                                                 | Brasile                                                                | 4 – 1                                                                  | Uruguay                                                                | Qual. Mondiali 2022                                                    | -                                                                      |                                                                        |
| 11-11-2021                                                             | San Paolo                                                              | Brasile                                                                | 1 – 0                                                                  | Colombia                                                               | Qual. Mondiali 2022                                                    | -                                                                      |                                                                        |
| 16-11-2021                                                             | San Juan                                                               | Argentina                                                              | 0 – 0                                                                  | Brasile                                                                | Qual. Mondiali 2022                                                    | -                                                                      |                                                                        |
| 27-1-2022                                                              | Quito                                                                  | Ecuador                                                                | 1 – 1                                                                  | Brasile                                                                | Qual. Mondiali 2022                                                    | -                                                                      |                                                                        |
| 2-6-2022                                                               | Seul                                                                   | Corea del Sud                                                          | 1 – 5                                                                  | Brasile                                                                | Amichevole                                                             | -                                                                      |                                                                        |
| 24-11-2022                                                             | Lusail                                                                 | Brasile                                                                | 2 – 0                                                                  | Serbia                                                                 | Mondiali 2022 - 1º turno                                               | -                                                                      |                                                                        |
| 28-11-2022                                                             | Doha                                                                   | Brasile                                                                | 1 – 0                                                                  | Svizzera                                                               | Mondiali 2022 - 1º turno                                               | -                                                                      | 86’                                                                    |
| 9-12-2022                                                              | Al Rayyan                                                              | Croazia                                                                | 1 – 1 dts (4 – 2 dtr)                                                  | Brasile                                                                | Mondiali 2022 - Quarti di finale                                       | -                                                                      | 106’                                                                   |
| 5-6-2025                                                               | Guayaquil                                                              | Ecuador                                                                | 0 – 0                                                                  | Brasile                                                                | Qual. Mondiali 2026                                                    | -                                                                      |                                                                        |
| 10-6-2025                                                              | San Paolo                                                              | Brasile                                                                | 1 – 0                                                                  | Paraguay                                                               | Qual. Mondiali 2026                                                    | -                                                                      | 74’                                                                    |
| Totale                                                                 |                                                                        | Presenze                                                               | 42                                                                     |                                                                        | Reti                                                                   | 2                                                                      |                                                                        |

| Cronologia completa delle presenze e delle reti in nazionale ― Brasile olimpica | Cronologia completa delle presenze e delle reti in nazionale ― Brasile olimpica | Cronologia completa delle presenze e delle reti in nazionale ― Brasile olimpica | Cronologia completa delle presenze e delle reti in nazionale ― Brasile olimpica | Cronologia completa delle presenze e delle reti in nazionale ― Brasile olimpica | Cronologia completa delle presenze e delle reti in nazionale ― Brasile olimpica | Cronologia completa delle presenze e delle reti in nazionale ― Brasile olimpica | Cronologia completa delle presenze e delle reti in nazionale ― Brasile olimpica |
| Data                                                                            | Città                                                                           | In casa                                                                         | Risultato                                                                       | Ospiti                                                                          | Competizione                                                                    | Reti                                                                            | Note                                                                            |
| ------------------------------------------------------------------------------- | ------------------------------------------------------------------------------- | ------------------------------------------------------------------------------- | ------------------------------------------------------------------------------- | ------------------------------------------------------------------------------- | ------------------------------------------------------------------------------- | ------------------------------------------------------------------------------- | ------------------------------------------------------------------------------- |
| 1-8-2012                                                                        | Newcastle upon Tyne                                                             | Brasile olimpica                                                                | 3 – 0                                                                           | Nuova Zelanda olimpica                                                          | Olimpiadi 2012 - 1º turno                                                       | -                                                                               | 71’, 76’                                                                        |
| 7-8-2012                                                                        | Manchester                                                                      | Corea del Sud olimpica                                                          | 0 – 3                                                                           | Brasile olimpica                                                                | Olimpiadi 2012 - Semifinale                                                     | -                                                                               |                                                                                 |
| 11-8-2012                                                                       | Londra                                                                          | Brasile olimpica                                                                | 1 – 2                                                                           | Messico olimpica                                                                | Olimpiadi 2012 - Finale                                                         | -                                                                               | 32’                                                                             |
| Totale                                                                          |                                                                                 | Presenze                                                                        | 3                                                                               |                                                                                 | Reti                                                                            | 0                                                                               |                                                                                 |

## Palmarès

### Club

#### Competizioni statali
- Campionato paulista: 2

Santos: 2010, 2011
- Campionato carioca: 1

Flamengo: 2025
- Taça Guanabara: 1

Flamengo: 2025

#### Competizioni nazionali
- Coppa del Brasile: 2

Santos: 2010
Flamengo: 2024
- Campionato portoghese: 2

Porto: 2011-2012, 2012-2013
- Supercoppa di Portogallo: 3

Porto: 2011, 2012, 2013
- Campionato italiano: 5

Juventus: 2015-2016, 2016-2017, 2017-2018, 2018-2019, 2019-2020
- Coppa Italia: 5

Juventus: 2015-2016, 2016-2017, 2017-2018, 2020-2021, 2023-2024
- Supercoppa italiana: 2

Juventus: 2018, 2020
- Supercoppa del Brasile: 1

Flamengo: 2025

#### Competizioni internazionali
- Coppa Libertadores: 1

Santos: 2011

### Nazionale

#### Competizioni giovanili e olimpiche
- Campionato sudamericano Under-20: 1

Perù 2011
- Campionato mondiale Under-20: 1

Colombia 2011
- Argento olimpico: 1

Londra 2012

#### Competizioni maggiori
- Coppa America: 1

Brasile 2019

### Individuale
- Gran Galà del calcio AIC: 2

Squadra dell'anno: 2017, 2018